# Sorbose
Sorbose is een monosacharide met zes koolstofatomen (C6H12O6). Het behoort tot de ketohexoses. Zoals de meeste suikers heeft sorbose twee enantiomere vormen, die elkaars spiegelbeeld zijn: D-sorbose en L-sorbose. De L-vorm komt in de natuur voor. Het is een isomeer van D-glucose. Het werd in 1852 ontdekt.
Sorbose wordt niet commercieel gebruikt omdat het mogelijk gezondheidsrisico's inhoudt, hoewel het ooit is voorgesteld als laagcalorische zoetstof geschikt voor diabetici. Bij dierproeven zijn echter nadelige effecten vastgesteld, waaronder verhoging van het gewicht van de lever en andere organen, en verstoring van de samenstelling van bloedcellen.
Sorbose is een tussenproduct in de commerciële bereiding van ascorbinezuur volgens het (verouderde) Reichsteinproces. Dat gaat uit van D-glucose, dat katalytisch gereduceerd wordt met waterstof tot D-sorbitol. Dat wordt dan door micro-organismen (Gluconobacter oxydans, vroeger Acetobacter oxydans genoemd) enzymatisch omgezet in L-sorbose. Deze microbiële oxidatie is essentieel omdat het de correcte stereochemie oplevert voor het verdere proces. Sorbose wordt dan chemisch geoxideerd tot 2-keto-L-gulonzuur, dat ten slotte omgezet wordt in L-ascorbinezuur.
Tegenwoordig kan ascorbinezuur door bacteriën uit genetisch gemodificeerd gist geproduceerd worden in aanwezigheid van glucose, galactose, 2-keto-L-gulonzuur of een andere precursor van ascorbinezuur.
De gegevens hiernaast hebben betrekking op L-sorbose. Het CAS-nummer van D-sorbose is 3615-56-3.